# Ed Lover
Джеймс Робертс (англ. James Roberts) (род. 12 февраля 1963, Холлис, Куинс, Нью-Йорк, США), более известный как Ed Lover — американский рэпер, актёр, комедиант, музыкант, радио- и телеведущий, более известный как бывший виджей популярного хип-хоп-телешоу Yo! MTV Raps на канале MTV.
За свою музыкальную карьеру Джеймс Робертс выпустил два альбома, один в составе группы No Face (Wake Your Daughter Up 1990), а второй — в составе дуэта Doctor Dré & Ed Lover (Back Up Off Me! 1994). В 1991 году вместе со своими коллегами по программе Yo! MTV Raps Эд Лавер выпустил сингл «Down Wit’ MTV», ставший одним из гимнов телеканала MTV.
За свою кинокарьеру Эд Лавер снялся в 11 художественных фильмах, 20 документальных фильмах, 11 телевизионных фильмах и в 30 телесериалах. Эд Лавер наиболее известен по главной роли в фильме Кто этот тип? (англ. Who’s The Man?), вышедшем на экраны в 1993 году.

## Карьера

### История до MTV
Джеймс Робертс родился 12 февраля 1963 года в Холлисе, Куинс, Нью-Йорк. В конце 70-х годов Эд Лавер был диджеем в группе Master Sounds, куда кроме него входили диджей Маджестик Джалил (англ. DJ Majestic Jalil) и Кёрт Флёрт (англ. Curt Flirt). Позднее он присоединился к группе Funktion Freaks, которая позже превратилась в группу No Face, в состав которой помимо Эда Лавера входили Кевон Шах (англ. Kevon Shah) и Марк «Mark Sexx» Скит (англ. Mark «Mark Sexx» Skeete), который выполнял в группе роль основного продюсера. В 1989 году группа No Face выпустила свой первый сингл «Hump Music» на лейбле Island Records. Песня является пародией на трек «I’ll House You» группы Jungle Brothers (1988). Группа No Face будет продолжать записываться ещё в течение 5 лет, но они выпустили всего один альбом Wake Your Daughter Up в 1990 году на их собственном лейбле No Face, который был подписан на Rush Associated Labels — подразделение Def Jam Recordings.
Wake Your Daughter Up породил два сингла — «Fake-Hair-Wearin' Bitch», андеграунд культовую классику, которая засэмплировала песню «You Dropped a Bomb on Me» группы The Gap Band и в песне приняла участие группа 2 Live Crew, и сингл «Half», рассказ о разводе в стиле R&B, в записи которого принял участие начинающий женский хардкор-хип-хоп-дуэт BWP (Bytches With Problems), который был обнаружен и записан для No Face с немного большим уровнем успеха для лейбла, чем группа No Face. Эд Лавер снялся в видеоклипе на песню «Half», которое регулярно выходило в эфир Yo! MTV Raps во время его пребывания в качестве соведущего.
Хотя Ed Lover был чётко узнаваем на протяжении всего альбома, его имя не числилось ни в альбоме, ни на отдельных синглах группы. По неизвестным причинам, возможно, чтобы избежать конфликтов со своими обязанностями на MTV, Ed Lover покинул группу No Face в 1991 году. Его лебединой песней для группы и для лейбла была его эпизодическая роль с партнёром Доктором Дре́ в видеоклипе группы BWP на их третий сингл «Wanted» из их единственного альбома The Bytches 1991 года.
В 1990 году Эд Лавер под прозвищем Desperate Dan выпустил один сингл «Skeeze Her».

### Yo! MTV Raps
Робертс наиболее известен фразой «Да ладно, сынок!» (англ. C'mon, son!) и работой в качестве соведущего с Андре «Doctor Dré» Брауном в версии Yo! MTV Raps, которая выходила на MTV в будние дни. Основную версию передачи, которая выходила по выходным дням, вёл хип-хоп-пионер «Fab Five Freddy». На Yo! MTV Raps Today Эд Лавер создал свой собственный танец под названием «The Ed Lover Dance», который он исполнял по средам под трек DJ Mark The 45 King «The 900 Number» (1987). Впервые это произошло в сентябре 1989 года.
Когда телеканал MTV начал свою рекламную кампанию Down With MTV в 1991 году, им нужен был хит. Поскольку группа Naughty by Nature была одной из самых популярных групп, которые часто появлялись на передаче Yo! MTV Raps, то в качестве основы для будущего трека была взята песня «O.P.P.». Песню «Down Wit’ MTV» исполнили Todd 1, Doctor Dré и Ed Lover.
В 1992 году Эд Лавер и Доктор Дре́ сыграли роль в художественном фильме Кто этот тип? (англ. Who’s The Man?) в качестве несчастных парикмахеров, которые идут служить в полицию. Режиссёром этого фильма был соавтор и содиректор передачи Yo! MTV Raps, Тед Демме.
8 ноября 1994 года Doctor Dré и Ed Lover выпустили плохо принятый альбом Back Up Off Me!.
Эд Лавер появился в качестве гостя на передаче The Beat with Ari Melber телеканала MSNBC 1 июня 2018 года вместе с соведущим Yo! MTV Raps, Доктором Дре́. В ходе эфира они прорекламировали перезагрузку шоу.

### Радио Нью-Йорка и Филадельфии
Эд Лавер и Доктор Дре́ также были ведущими рейтингового утреннего шоу Morning Show with Ed, Lisa, and Dré на Нью-Йоркском радио Hot 97 FM с 1993 по 1998 год. В 2000 году Доктор Дре́ и Эд Лавер были ведущими одной радиопередачи в Лос-Анджелесе в течение почти года, и вернулись в Нью-Йорк в 2002 году.
Позже Эд Лавер стал радиоведущим на Нью-Йоркском хип-хоп-радио Power 105.1 FM, где он проработал с января 2003 года по январь 2010 года, и был вынужден уйти, поскольку получил выговор от Опры Уинфри за использование слова «суки» («bitches»), обращённого к её шоу за неуважение к хип-хопу.
Ed Lover был также соведущим утреннего шоу на радиостанции WWPR-FM (Power 105.1) в Нью-Йорке, пока он не покинул это шоу в пятницу, 19 ноября 2010 года. В 2011 году Ed Lover стал ведущим своего собственного шоу Friday Night Flava на радиостанции WRKS (Kiss FM) в Нью-Йорке. 21 июня 2014 года Ed Lover стал ведущим своего собственного шоу The Ed Lover Show на радиостанции Old School 100.3 FM в Филадельфии. С 11 января 2016 года Ed Lover и Monie Love являются ведущими утреннего 4-х часового радиошоу The Ed Lover Show, которое вещает из Атланты (штат Джорджия). Он ведущий радиошоу «The Ed Lover Show» на олдскул хип-хоп станции BackSpin, принадлежащей SiriusXM. С 12 апреля 2018 года он ведёт утреннее шоу в классическом хип-хопе «104.3 Jams» на радиостанции WBMX в Чикаго. В 2016 году Ed Lover был введён в Музей Зала Славы Хип-Хопа (англ. Hip Hop Hall of Fame Museum). 

### Телевидение
Эд Лавер был ведущим шоу KO Nation на телеканале НВО в 2000—2001 годах, а в 2002 году он появился на программе 100 Greatest One-Hit Wonders на канале VH1. В 2006 году Эд Лавер был ведущим популярного телевизионного шоу Hip Hop Hold ’Em. В 2009 году Ed Lover стал ведущим собственного веб-шоу C’mon, Son!, в котором он критиковал странные действия знаменитостей.

## Фильмография
| Художественные фильмы | Художественные фильмы                 | Художественные фильмы |
| Год                   | Название                              | Роль                  |
| --------------------- | ------------------------------------- | --------------------- |
| 1992                  | Juice (Авторитет)                     | Contest Judge         |
| 1993                  | Gunmen (Стрелок)                      | в роли самого себя    |
| 1993                  | Who’s The Man? (Кто этот тип?)        | в роли самого себя    |
| 1998                  | Ride (Поездка)                        | Six                   |
| 2002                  | Undisputed (Обсуждению не подлежит)   | Marvin Bonds          |
| 2003                  | Death of a Dynasty (Смерть Династии)  | в роли самого себя    |
| 2003                  | The Hustle (Video)                    | в роли самого себя    |
| 2004                  | The Bahama Hustle (Video)             | Red                   |
| 2012                  | You’re Nobody 'til Somebody Kills You | в роли самого себя    |
| 2017                  | Respect The Jux                       |                       |
| 2018                  | Come Sunday (Еретик)                  | Elector               |

| Документальные фильмы | Документальные фильмы                                                           |
| Год                   | Название                                                                        |
| --------------------- | ------------------------------------------------------------------------------- |
| 1998                  | I Was an MTV VJ (TV Movie documentary)                                          |
| 1998                  | Pete Rock: Soul Survivor (Video short)                                          |
| 1999                  | MTV Uncensored (TV Movie documentary)                                           |
| 2001                  | Street Life (Video documentary)                                                 |
| 2001                  | Luke’s Freakshow, Vol. 1 (Video documentary)                                    |
| 2001                  | MTV 20: Live & Almost Legal (TV Movie documentary)                              |
| 2002                  | Slip N' Slide: All Star Weekend (Video documentary)                             |
| 2003                  | Tupac: Resurrection (Тупак: Воскрешение) (Documentary)                          |
| 2003                  | Hip Hop Babylon 2 (TV Movie documentary)                                        |
| 2004                  | And You Don’t Stop: 30 Years of Hip-Hop (TV Mini-Series documentary)            |
| 2004                  | War on Wax: Rivalries in Hip-Hop (Documentary)                                  |
| 2005                  | New Jack City: A Hip Hop Classic (Video documentary short)                      |
| 2006                  | VH1 Goes Inside (TV Series documentary), эпизод «Yo! MTV Raps»                  |
| 2007                  | 20 Most Shocking Unsolved Crimes (TV Movie documentary)                         |
| 2010                  | In Search of Ted Demme (Documentary)                                            |
| 2015                  | Gotham Comedy Live (TV Series documentary), эпизод «Ed Lover»                   |
| 2016                  | Spring Broke (Documentary)                                                      |
| 2016                  | The Eighties (TV Mini-Series documentary), эпизод «Video Killed the Radio Star» |
| 2016                  | Unsung (TV Series documentary), эпизод «Kwame»                                  |
| 2017                  | We’re Still Here (Now)…. A Documentary about nobody (Documentary)               |
| 2017                  | The Nineties (TV Series documentary), эпизод «Isn’t It Ironic»                  |
| 2018                  | The 2000s (TV Series documentary), эпизод «I Want My MP3» и «The i Decade»      |

| Телевизионные фильмы | Телевизионные фильмы                                                 |
| Год                  | Название                                                             |
| -------------------- | -------------------------------------------------------------------- |
| 1989                 | Camp MTV (TV Movie)                                                  |
| 1990                 | Seriously… Phil Collins (TV Movie)                                   |
| 1992                 | Move the Crowd (TV Movie)                                            |
| 1993                 | A Cool Like That Christmas (Ох, уж это Рождество) (TV Movie) (голос) |
| 1995                 | In a New Light: Sex Unplugged (TV Movie)                             |
| 1995                 | MTV Spring Break: Lake Havasu (TV Movie)                             |
| 1999                 | Double Platinum (TV Movie) — Party Ardie                             |
| 2002                 | 100 Greatest One Hit Wonders (TV Movie)                              |
| 2003                 | Comedy Central Roast of Denis Leary (TV Movie)                       |
| 2009                 | 6th Annual VH1 Hip Hop Honors (TV Movie)                             |
| 2012                 | 40 Greatest Yo! MTV Raps Moments (TV Movie)                          |

| Телевизионные сериалы | Телевизионные сериалы |
| Год                   | Название |
| --------------------- | --- |
| 1989-1995             | Yo! MTV Raps |
| 1990                  | MTV Video Music Awards 1990 (TV Special)                                                                                                  |
| 1992                  | Hangin' w/MTV (TV Series) |
| 1992                  | The Royal Family (TV Series), эпизод «The Frame Game»                                                                                     |
| 1992                  | Where in the World Is Carmen Sandiego? (TV Series), эпизод «The Brazen Bean Bamboozlement»                                                |
| 1992                  | The Cosby Show (Шоу Косби) (TV Series), эпизод «Bring Me the Lip Gloss of Deirdre Arpelle»                                                |
| 1994                  | Late Night with Conan O’Brien (Поздняя ночь с Конаном О’Брайэном) (TV Series)                                                             |
| 1994                  | MTV Video Music Awards 1994 (TV Special)                                                                                                  |
| 1995                  | New York Undercover (Полицейские под прикрытием) (TV Series), эпизод «You Get No Respect»                                                 |
| 1995                  | The 1995 Source Hip-Hop Music Awards (TV Special)                                                                                         |
| 1996                  | The Daily Show (Ежедневное шоу) (TV Series), эпизод «Holiday Spectacular», «Elayne Boosler», «Brenda Vaccaro», «Jamie Foxx», «Tom Rhodes» |
| 1998                  | One World Music Beat (TV Series) |
| 1998                  | The Hughleys (TV Series), эпизод «The Thanksgiving Episode»                                                                               |
| 1999                  | Moesha (TV Series), эпизод «Isn’t She Lovely?»                                                                                            |
| 1999                  | Battle Dome (TV Series) |
| 1999                  | The Hughleys (TV Series), эпизод «Roots: Part 1»                                                                                          |
| 2000                  | The Jamie Foxx Show (TV Series), эпизод «Serve No Wine Before I Get Mine»                                                                 |
| 2001                  | According to Jim (Как сказал Джим) (TV Series), эпизод «The Cat Came Back»                                                                |
| 2001                  | According to Jim (Как сказал Джим) (TV Series), эпизод «Andy’s Girlfriend»                                                                |
| 2002                  | According to Jim (Как сказал Джим) (TV Series), эпизод «Racquetball»                                                                      |
| 2003                  | Rock Me, Baby (TV Series), эпизод «A Pain in the Aspen»                                                                                   |
| 2004                  | 5 Deadly Videos (TV Series) |
| 2006                  | Quite Frankly with Stephen A. Smith (TV Series), эпизод от 27 января 2006 года                                                            |
| 2006                  | Hip Hop Hold 'Em (TV Series) |
| 2009                  | The Wendy Williams Show (TV Series), эпизод от 25 сентября 2009 года                                                                      |
| 2009                  | Life After (TV Series), эпизод «Bell Biv DeVoe»                                                                                           |
| 2010                  | Ny-Z (TV Short) |
| 2010                  | Rude Tube (TV Series), эпизод «Viral Ads» (2010)                                                                                          |
| 2011                  | Psych (Ясновидец) (TV Series), эпизод «Last Night Gus»                                                                                    |
| 2012                  | Big Morning Buzz Live (TV Series), эпизод «Malin Akerman/Matt Bush/Cast of 'Prometheus'»                                                  |
| 2014                  | Psych (Ясновидец) (TV Series), эпизод «Remake A.K.A. Cloudy… With a Chance of Improvement»                                                |
| 2015                  | Come Back Kings (TV Series) |
| 2015                  | Fresh Off The Boat (Трудности ассимиляции) (TV Series), эпизод «Family Business Trip»                                                     |
| 2016                  | Oprah: Where Are They Now? (TV Series), эпизод «Spice Girl Geri Horner, Vee Jay Ed Lover & Family Affair Star Kathy Garver»               |
| 2017                  | Fresh Off The Boat (Трудности ассимиляции) (TV Series), эпизод «Gabby Goose»                                                              |

## Дискография
- Wake Your Daughter Up by No Face (1990)
- «Skeeze Her» (12") by Desperate Dan (1990)
- «Down Wit’ MTV» by Todd 1 Featuring Doctor Dre And Ed Lover (1991)
- Back Up Off Me! by Doctor Dré & Ed Lover (1994)